# Zivia Lubetkin
Pour les articles homonymes, voir Lubetkin.
Zivia Lubetkin (en polonais : Cywia Lubetkin, en hébreu : צביה לובטקין, nom de guerre : Celina), est née le 9 novembre 1914 à Byteń en Pologne. Elle est l'une des dirigeantes de la Résistance juive pendant la Shoah dans Varsovie occupée. Elle est la seule femme du commandement du groupe de résistance Żydowska Organizacja Bojowa, l'Organisation juive de combat, et participe au soulèvement du ghetto de Varsovie et à l'insurrection de Varsovie. Elle survit à l'Holocauste en Pologne occupée et migre en Palestine mandataire, en 1946, à l'âge de 32 ans.

## Biographie

### Avant la guerre
Zivia Lubetkin est née dans une famille juive traditionnelle, membre d'une fratrie de 7 enfants. Très jeune, elle rejoint le Mouvement sioniste travailliste, puis le mouvement des jeunes sionistes Dror où elle deviendra membre du Conseil d'Administration en 1938. Après l'invasion de la Pologne par le Troisième Reich puis par l' URSS en septembre 1939, elle quitte Lviv en territoire soviétique  pour rejoindre Varsovie et la résistance. 

### Seconde Guerre mondiale
Dans le ghetto, elle est chargée de la gestion des communications avec le côté aryen de la ville. Elle négocie avec le Joint Distribution Committee et le Judenrat de Varsovie pour récupérer des vivres pour les membres du réseau. En 1941, après que des informations sont arrivées dans le ghetto concernant la réalité de l'extermination des juifs, elle décide de prendre les armes. Au cours du procès Eichmann, elle témoignera : « After we heard about Vilna on the one hand and about Chelmno on the other, we realized this was indeed systematic. … We stopped our cultural activities … and all our work was now dedicated to active defense » "Après avoir entendu parler de Vilna d'une part et de Chelmno de l'autre, nous avons réalisé que c'était effectivement systématique. ... Nous avons arrêté nos activités culturelles ... et tout notre travail était désormais dédié à la défense active".
Au début des déportations, elle cofonde la Żydowska Organizacja Bojowa (Organisation juive de combat) et rejoint le Comité national juif, la direction politique de la ŻOB. Elle participe avec eux à la première opération de résistance en janvier 1943 puis au Soulèvement du ghetto de Varsovie en avril 1943. Pendant celui-ci, elle sert d'agent de liaison entre les groupes de combattants et la population, et entre le commandement à l'extérieur du ghetto et les combattants coincés dedans. Le 10 mai 1943, elle est envoyée par ses compagnons dans les canalisations souterraines, à la recherche d'une sortie. Jusqu'à la fin de la guerre, elle se cache dans la partie aryenne de la ville et rejoint la Résistance polonaise pour continuer le combat.

### Après guerre
En 1946, elle émigre en Israël avec le cofondateur du ZOB, Yitzhak Zuckerman, qu'elle épousera. Ils fonderont un kibboutz et le Musée des Combattants du Ghetto. Malgré ça, elle décide de rester dans l'ombre et ne témoignera qu'en 1979 avec In the Days of Destruction and Revolt. En 1961, elle est appelée à témoigner au procès Eichmann à Jérusalem.
Elle meurt le 11 juillet 1978, au kibboutz qu'elle a fondé, à l'âge de 63 ans. Ses deux fils, Shimon (né en 1947) et Yael (né en 1949) y vivent toujours.